# Aburni Valent
Aburne Valent o Aburni Valent (en llatí Aburnus o Aburnius Valens) va ser un jurista romà de la Sabínia, del qual algunes obres tenen extractes o són mencionades a la Digesta. Era més jove que Javolè, al que cita en la seva obra, i probablement també més jove que Salvi Julià, encara que Sext Pomponi enumera Valent abans que Julià.
Va viure al segle ii, i un passatge seu indica que va sobreviure a Trajà (mort el 117). Probablement va ser un dels membres del consilium de l'emperador Antoní Pius. Un rescripte d'Antoní està dirigit a un Salvi Valent. Als títols dels seus extractes a la Digesta només se l'anomena Valent, i recull nou extractes de llibres seus referents al fideïcomís. També devia ser autor d'una obra titulada De actionibus, ja que se'n recull un extracte.